# Aleksandra Stach
Aleksandra Stach (6 de enero de 2000) es una deportista polaca que compite en piragüismo en la modalidad de eslalon. Ganó dos medallas en el Campeonato Mundial de Piragüismo en Eslalon, oro en 2018 y plata en 2019, ambas en la prueba de C2 mixto.

## Palmarés internacional
| Campeonato Mundial | Campeonato Mundial      | Campeonato Mundial | Campeonato Mundial |
| Año                | Lugar                   | Medalla            | Competición        |
| ------------------ | ----------------------- | ------------------ | ------------------ |
| 2018               | Río de Janeiro (Brasil) | Medalla de oro     | C2 mixto           |
| 2019               | Seo de Urgel (España)   | Medalla de plata   | C2 mixto           |